# Valter Åhlén
Olov Valter Åhlén, född 6 augusti 1929 i Hille församling, Gävleborgs län, död 23 oktober 1988 i Gävle, var en svensk ishockeyspelare och snickare.
Valter Åhlén började spela ishockey i Strömsbro IF men flyttade 1954 till Gävle och spel i Gävle GIK, med vilka han vann svenska mästerskapen i ishockey 1957. Han flyttade 1958 över till Hammarby IF och avslutade sin aktiva karriär 1960 i stockholmsklubben.
Valter Åhlén spelade 20 matcher med Tre Kronor och deltog i VM 1957, då laget erövrade världsmästartiteln. Som bästa europeiska lag blev Sverige och Valter Åhlén också Europamästare.

## Klubbar
- Strömsbro IF, -1954
- Gävle GIK, 1954-1958, division 1
- Hammarby IF, 1958-1960, division 1